# Vindmølle
En vindmølle er en transducer, der omdanner vindens energi til brugbart arbejde.
Energien fra vindmøllerne blev tidligere brugt til f.eks. at male korn og pumpe vand, mens vindmøllerne i dag primært bruges som vindkraftværker til at producere elektricitet. Flere steder i verden, bl.a. i Danmark, forskes der i vindmølleteknologi i et forsøg på at udnytte vindens vedvarende energi, ligesom der flere steder er opsat vindmølleparker.
Man kan anvende overskudselektriciteten fra vindmøller til først af lave syntesegas og dernæst syntetiske brændstoffer ifølge forskere fra DTU.
Husstandsvindmøller, som er vindmøller til private, benyttes bl.a. som alternativ til solcelleanlæg, og ses også i dag i det danske landskab.

## Etymologi
På dansk har ordet vejrmølle oprindelig været benyttet til at skelne mellem møller, drevet af vindkraft og vandmøller. Med den hollandske vindmølle er forstavelsen vind- efterhånden vundet frem. Også vindmotor har været benyttet om en vindmølle, men dette ord skiftede i løbet af 1800-tallet betydning, således at det blev synonym til vindrose.

## Vindmøllens historie
Opfinderen Heron fra Alexandria anvendte en vindmølle til at drive et orgel i 1. århundrede.
Vindmøller vides at have eksisteret fra det 7. århundrede på højdedrag i Iran og Afghanistan, hvor de blev opstillet, hvor vinden kun blæste fra én retning, og de kunne ikke dreje vandret.
Vindmøllerne spillede også en stor rolle under tørlægningen og genvinding af land fra Nordsøen i dele af Holland.
Historisk har vindmøllen været en vigtig maskine, som muliggjorde mekanisk forarbejdning af korn. Datidens møller modtog korn fra bonden og malede det til mel ved hjælp af den store møllesten; desuden var vindmøller vigtige ved dræning af lave områder.
Vindmøller har også haft en stor betydning for koloniseringen af Nordamerika. De store jernbanenet, man byggede krævede mange vandstationer til lokomotiverne, der forbrugte store mængder vand. Vandet skulle på de enkelte stationer pumpes op i vandtårne, og til det brugte man de mangevingede vindmøller.
Med inspiration fra vandmøller begynder vindmøller, der kan drejes vandret, at ses i Europa i det 12. århundrede. Stubmøller forekom i Østengland, Normandiet og Flandern allerede i slutningen af 1100-tallet. I 1234 er stubmøllen dokumenteret i Holsten. De første vindmøller i Danmark var stubmøllen, som nævnes på skrift omkring 1259. Stubmøllen var bygget af træ og stående på en fod således, at hele møllen kan drejes efter vindens retning. Senere blev den hollandske mølle, hvor det kun er toppen der drejer, den mest udbredte type. Den første hollændermølle kom til Danmark omkring 1620. I 1680'erne blev der opført to oliemøller på Københavns volde. Fra omkring 1700 blev hollændermøllerne opført som korn- og industrimøller overalt i Danmark.
I 1680'erne fulgte et par oliemøller på Københavns Vold. Fra sidst i 1700-tallet bredte typen sig over hele landet som korn- og industrimøller.
I 1745 fik den skotske smed Edmund Lee patent på vindrosen, som er en lille vindmølle der sidder lodret, men på tværs bag på møllehatten, modsat de store vinger. Krøjeværket fungerer ved at den lille vindmølle drejer hatten, indtil der ikke er vind til at dreje dem mere. Skifter vinden, vil den igen dreje de store vinger op mod vinden.
Oprindeligt kviksedes vindmøllerne manuelt ved påsætning af sejl, men i 1772 blev jalousierne opfundet, hvorefter at møllerne kunne svikke automatisk.
Pumpemøller, der via en vandsnegl løftede vandet, blev udviklet i Holland i forbindelse med store inddæmningsprojekter. I Danmark blev denne vindmølletype især benyttet til landvinding efter 1864. Et eksempel på typen er den i nutiden bevarede Vitsø pumpemølle fra 1836 i Vitsø Nor på Ærø. Den stråtækte hollandske vindmølle regulerede med en Arkimedessnegl af egetræ vandstanden og det blev muligt at udnytte et større område til agerbrug.
Historiske vindmøller ses for eksempel på Frilandsmuseet i Kongens Lyngby. Dybbøl Mølle er nok den mest kendte historiske vindmølle i Danmark. Andre historiske vindmøller der har overlevet er Uldum Mølle og Øksnebjerg Mølle. Danmarks ældste bevarede vindmølle er formentlig Bechs Mølle i Svaneke.
- Britzer Mühle i Berlin omtales som en prototype på en hollandsk vindmølle
- Pibe Mølle i Gribskov Kommune er den eneste bevarede stubmølle på Sjælland, der stadig er funktionsdygtig
- Lyngmøllen ved Grønnestrand i Nordjylland, hollandsk vindmølle tækket med lyng
- Blåbæks Mølle er et anlæg med en vandmølle og en er en hollandsk vindmølle (billedet) fra 1828 i Hovby ved Fakse
- Havnø Mølle (Visborg Sogn ved Hadsund) er en stråtækt hollandsk vindmølle opført i 1842
- Sønderho Mølle er en hollandsk vindmølle fra 1895 i Sønderho på Fanø
- Vindmølle fra 1905 i Vallekilde
- Dybbøl Mølle er en hollandsk vindmølle, gen-opført 1936
- Vindmølle i Vejle fra 1890 - fungerede som mølle indtil 1960
- Vindmølle på Tunø
- Lumsås Mølle i Odsherred, opført 1834
- Tvindmøllen, et moderne vindkraftværk
- Hollændermølle i Estland
- Moulin Moidrey i Normandiet